# أقضية لبنان

أقضية لبنان حسب المحافظة

يضم لبنان ستة وعشرون قضاءً موزعين على 8 محافظات من محافظاته التسعة، حيث أن محافظة بيروت وهي عاصمة لبنان هي الوحيدة غير المقسمة إلى أقضية.

## القائمة
1. محافظة عكار[2] (حلبا)
  - قضاء عكار (حلبا)
2. محافظة بعلبك الهرمل[3] (بعلبك)
  - قضاء بعلبك (بعلبك)
  - قضاء الهرمل (الهرمل)
3. محافظة البقاع[4] (زحلة)
  - قضاء راشيا (راشيا)
  - قضاء البقاع الغربي (جب جنين - شتاء / صغبين - صيف)
  - قضاء زحلة (زحلة)
4. محافظة كسروان جبيل [الإنجليزية][5] (جونيه)
  - قضاء جبيل (جبيل)
  - قضاء كسروان (جونيه)
5. محافظة جبل لبنان[6] (بعبدا)
  - قضاء عاليه (عاليه)
  - قضاء بعبدا (بعبدا)
  - قضاء الشوف (بيت الدين)
  - قضاء المتن (جديدة)
6. محافظة النبطية[7] (النبطية)
  - قضاء بنت جبيل (بنت جبيل)
  - قضاء حاصبيا (حاصبيا)
  - قضاء مرجعيون (مرجعيون)
  - قضاء النبطية (النبطية)
7. محافظة الشمال[8] (طرابلس)
  - قضاء البترون (البترون)
  - قضاء بشري (بشري)
  - قضاء الكورة (أميون)
  - قضاء الضنية (المنية)
  - قضاء طرابلس (طرابلس)
  - قضاء زغرتا (زغرتا)
8. محافظة الجنوب[9] (صيدا)
  - قضاء صيدا (صيدا)
  - قضاء جزين (جزين)
  - قضاء صور (صور)